# Ozola hesperias
Ozola hesperias là một loài bướm đêm trong họ Geometridae.